# Resavica (Despotovac)
Pour les articles homonymes, voir Resavica.
Resavica (en serbe cyrillique : Ресавица) est une ville de Serbie située dans la municipalité de Despotovac, district de Pomoravlje. Au recensement de 2011, elle comptait 2 002 habitants.
Resavica est une importante ville minière de Serbie.

## Géographie
Resavica est située à l'est de la Serbie sur les pentes des monts Beljanica. La ville se trouve à 18 km de Despotovac, 29 km de Ćuprija. Le territoire de la ville est densément boisé ; on y trouve aussi des prairies et de nombreuses sources. La grotte de Resava, l'une des plus importantes de Serbie, est située à proximité.

## Histoire
Jusqu'en 1965, Resavica a été le chef-lieu de la municipalité éponyme de Resavica ; elle comprenait les localités de Bare, Dvorište, Jelovac, Jezero, Makvište, Popovnjak, Ravna Reka, Resavica, Resavica (selo), Senjski Rudnik, Sladaja, Stenjevac, Strmosten, Židilje (aujourd'hui dans la municipalité de Despotovac), Kovanica (aujourd'hui dans la municipalité de Ćuprija) et Sisevac (aujourd'hui dans la municipalité de Paraćin).

## Démographie

### Évolution historique de la population
| 1948 | 1953 | 1961  | 1971  | 1981  | 1991  | 2002  | 2011  |
| ---- | ---- | ----- | ----- | ----- | ----- | ----- | ----- |
| 453  | 829  | 2 224 | 2 936 | 2 716 | 2 693 | 2 365 | 2 002 |

|  |

## Culture
Chaque année, au mois d'août, Ravanica célèbre le « Jour des mineurs » (en serbe : Dan rudara), une manifestation au cours de laquelle se produisent des chanteurs et des groupes folkloriques,.

## Sport
Ravanica possède un club de football, le FK Rembas.

## Économie

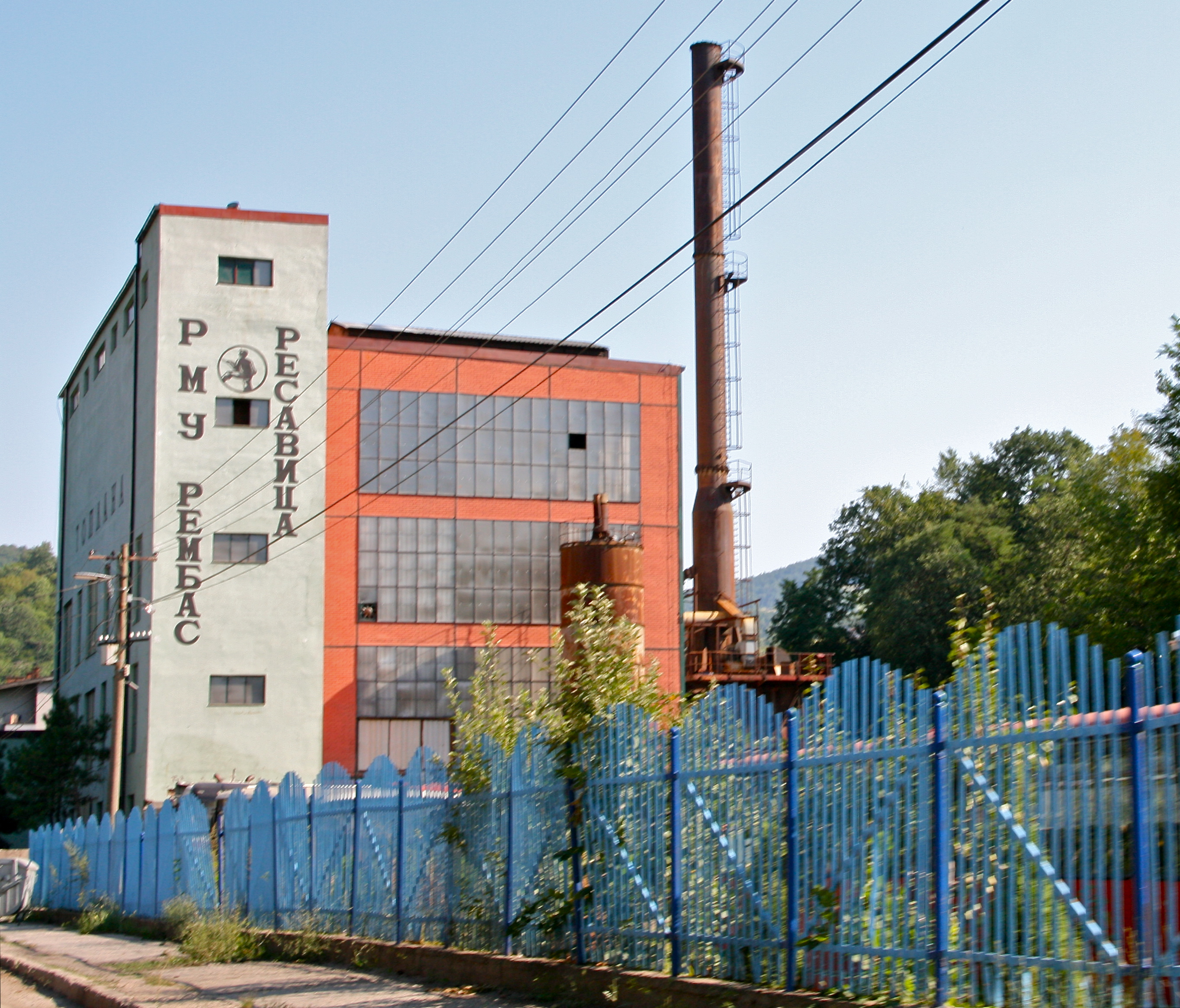
Rembas à Resavica

L'activité économique de Resavica tourne autour de la mine de charbon Rembas, qui est la principale source de revenus de la ville.

## Tourisme
La grotte de Resava attire chaque année environ 50 000 visiteurs ; sur un parcours de 447 m, on peut y voir des stalactites, des stalagmites, des colonnes de cristal et un canal de corail. Les étangs de Sisevac et de Strmosten offrent sont des lieux de pêche pour la truite.
Resava est située à proximité des monastères de Ravanica et de Manasija, qui datent respectivement des XIVe et XVe siècles. L'église de la ville, dédiée à saint Pantaléon, a été construite au début des années 2000 dans le style des églises serbes du Moyen Âge.
À proximité de Resavica, au village de Senjski Rudnik, se trouve le Musée de l'exploitation houillère de Serbie (Muzej ugljarstva Srbije), qui a ouvert ses portes en 1980. Sur 550 m2 est présentée l'évolution des techniques minières dans le pays, principalement autour de l'extraction de la houille. Un projet auquel pourrait participer l'Union européenne à hauteur de 1,5 million de dollars et présenté par le ministère serbe de la Culture Nebojša Bradić, a été élaboré pour transformer la mine de Senjski Rudnik en écomusée.

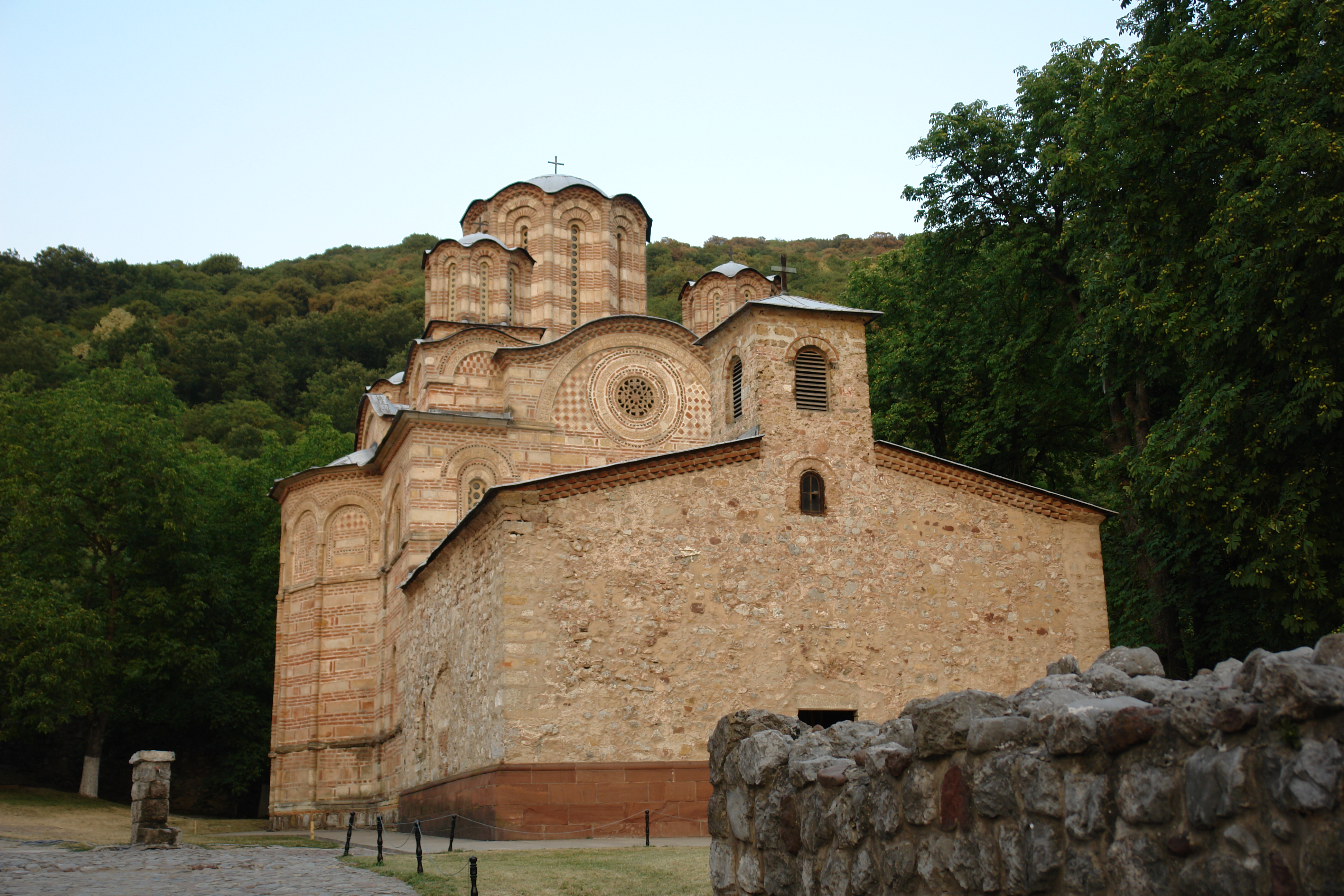
L'église du monastère de Ravanica
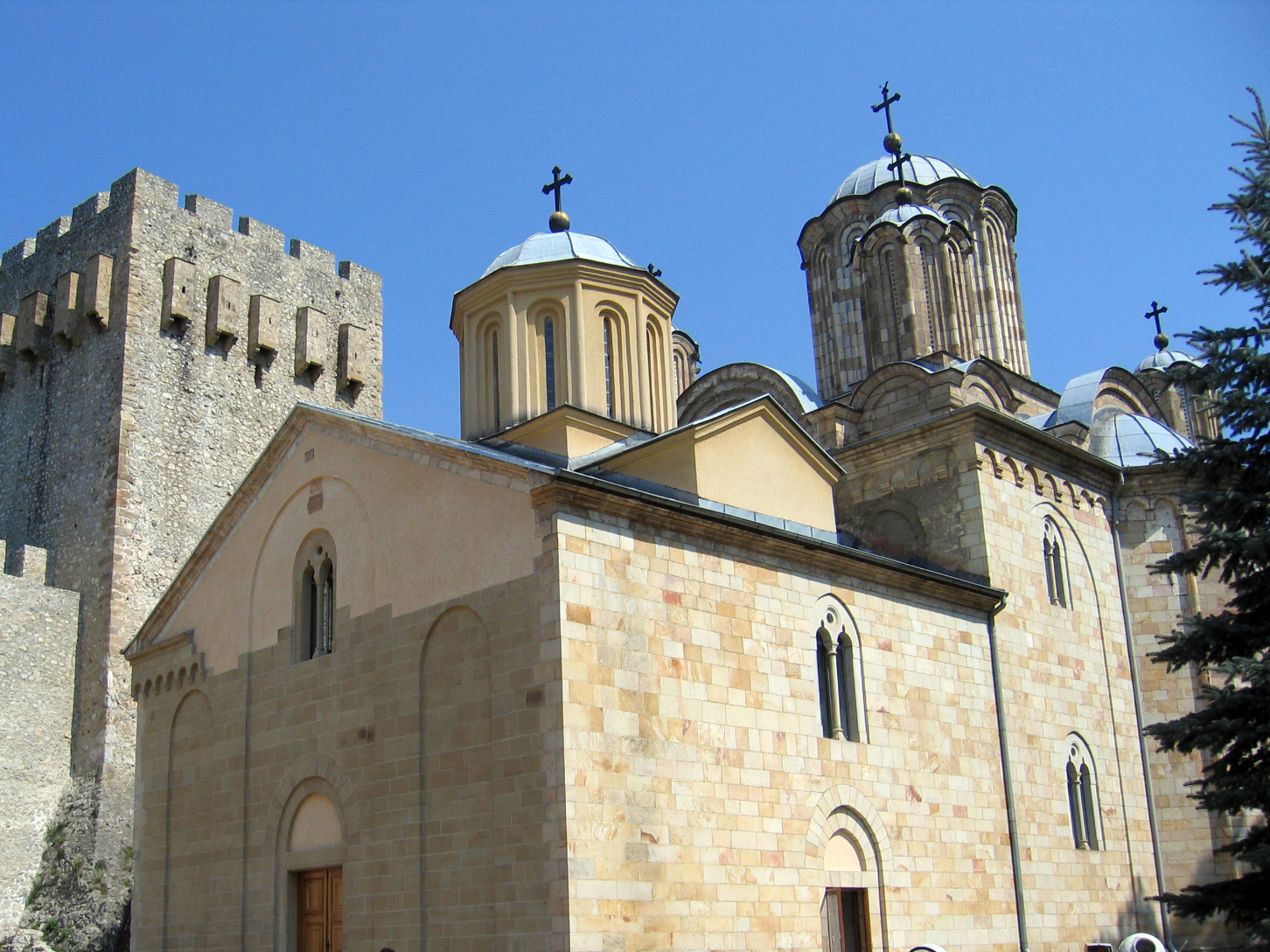
L'église du monastère de Manasija